# Grudek Stary (gromada)
Grudek Stary (alt. Gródek; pod koniec Stary Gródek lub Stary Grudek) – dawna gromada, czyli najmniejsza jednostka podziału terytorialnego Polskiej Rzeczypospolitej Ludowej w latach 1954–1972.
Gromady, z gromadzkimi radami narodowymi (GRN) jako organami władzy najniższego stopnia na wsi, funkcjonowały od reformy reorganizującej administrację wiejską przeprowadzonej jesienią 1954 do momentu ich zniesienia z dniem 1 stycznia 1973, tym samym wypierając organizację gminną w latach 1954–1972.
Gromadę Grudek Stary siedzibą GRN w Grudku Starym (obecnie część wsi Gródek o nazwie Gródek Stary) utworzono – jako jedną z 8759 gromad na obszarze Polski – w powiecie kozienickim w woj. kieleckim, na mocy uchwały nr 13e/54 WRN w Kielcach z dnia 29 września 1954. W skład jednostki weszły obszary dotychczasowych gromad Grudek Stary, Wólka Policka i Garbatka ze zniesionej gminy Policzna w tymże powiecie.
1 października 1954 gromada weszła w skład nowo utworzonego powiatu zwoleńskiego w tymże województwie, gdzie ustalono dla niej 17 członków gromadzkiej rady narodowej.
1 stycznia 1969 do gromady Gródek Stary przyłączono wsie Zawada Nowa i Zawada Stara ze zniesionej gromady Zawada.
Gromada – pod koniec stosowano nazwę Stary Grudek – przetrwała do końca 1972 roku, czyli do kolejnej reformy gminnej.